# 完者都 (林国公)
完者都（1240年—1298年），又作完者拔都（元史誤以「完者都」與「完者拔都」為不同人，立為兩傳。至新元史予以修正），钦察人，元朝大臣，哈喇火者之子。
完者都居彰德，为人骁勇，乐善好施。1256年，以材武从军，1259年跟随忽必烈攻打南宋鄂州。1262年，跟随合必赤在济南讨伐李璮叛乱，1267年，跟随万户不花在安阳滩击败宋军。跟随都元帅阿术围攻襄樊，1274年，担任武略将军、彰德南京新军千户。跟随丞相伯颜南征攻沙洋、新城，参加丁家洲之战，进号武义将军。1276年，破常州，入临安、下扬州，皆有战功，赐号拔都儿。进号信武将军，管军总管，任高邮路总管府达鲁花赤。1280年，加镇国上将军、福建等处征蛮都元帅，率军镇压黄华，率军五千镇压漳州陈吊眼。1282年，在千壁岭斩杀陈吊眼。1285年，为骠骑上将军，江浙行省左丞，为禁私盐，他到松江、上海，收盐徒五千，隶属于军队。元成宗时，官至中书左丞、江浙行省平章政事。在高邮兴学劝农。去世后，追封林国公，谥武宣。

## 延伸阅读
[在维基数据编辑]
 《新元史/卷160》，出自柯劭忞《新元史》
 《元史·卷131》，出自宋濂《元史》